# Лісо-Березівка
Лісо-Березі́вка — село в Україні, у Летичівській селищній громаді Хмельницького району Хмельницької області. Населення становить 178 осіб.
Колишня назва — Березівка.

## Історія
7 (20) листопада 1917 року, відповідно до Третього Універсалу Української Центральної Ради, увійшло до складу Української Народної Республіки.
31 жовтня 1921 р. під час Листопадового рейду через Березівку проходила Подільська група (командувач Михайло Палій-Сидорянський) Армії Української Народної Республіки.
Колишній орган місцевого самоврядування — Ялинівська сільська рада.
12 червня 2020 року, відповідно до розпорядження Кабінету Міністрів України № 727-р «Про визначення адміністративних центрів та затвердження територій територіальних громад Хмельницької області», увійшло до складу Летичівської селищної територіальної громади.
19 липня 2020 року, в результаті адміністративно-територіальної реформи та ліквідації Летичівського району, село увійшло до складу новоутвореного Хмельницького району.

## Населення

### Мова
Розподіл населення за рідною мовою за даними перепису 2001 року:
| Мова       | Відсоток |
| ---------- | -------- |
| українська | 99,44 %  |
| російська  | 0,56 %   |